# Kleparz
Kleparz városnegyed Krakkó I. kerületében, az Óvárosban (lengyelül Stare Miasto). A történelmi városmagtól északra fekszik, attól a Planty és a Basztowa utca választja el. 1366-tól a 18. század végéig kiváltságokkal rendelkező szabad királyi város volt, majd egyesült Krakkóval.

## Története
A település története 1184-ben indult azzal, hogy Gedko krakkói püspök felépíttette itt a Szent Flórián-templomot. A történelmi Krakkótól északra fekvő település ettől fogva dinamikusan fejlődött. A 14. század első harmadában, I. Ulászló lengyel király idejében már Alta civitas („nagy város”, „felső város”) néven emlegették, ami pontosan utal a város korabeli helyzetére.

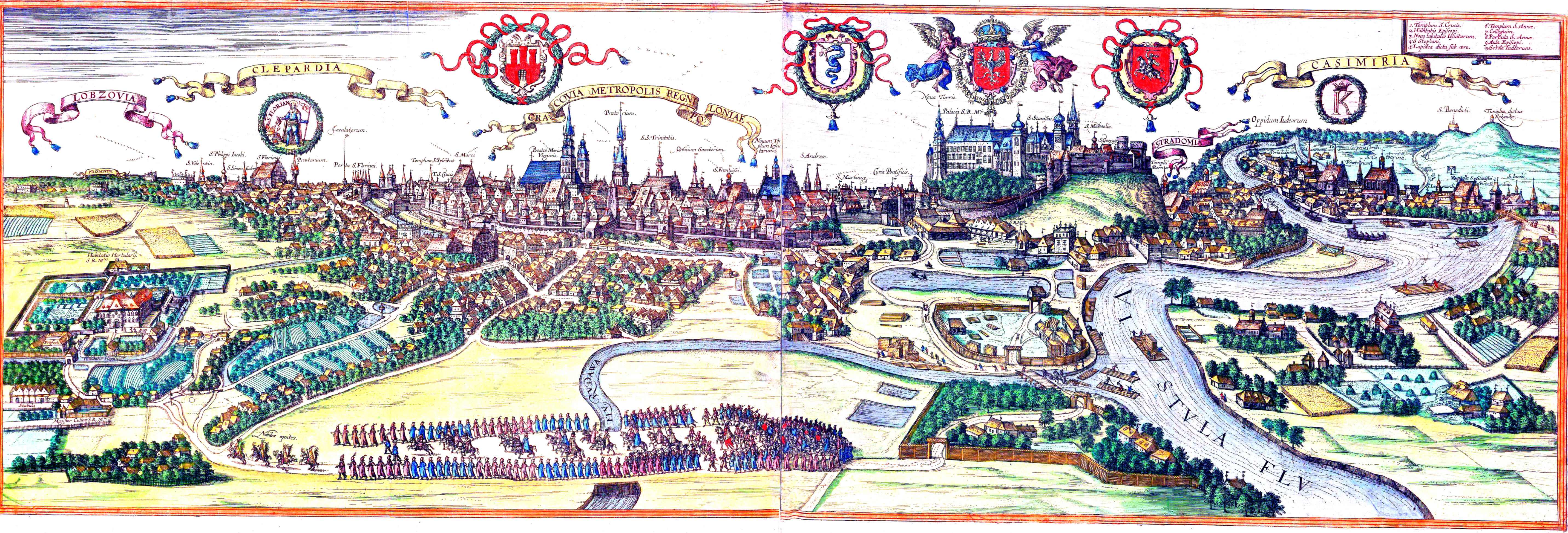
Krakkó, Stradom, Kleparz, Kazimierz és Łobzów látképe 1618-ban

Nagy Kázmér király 1366-ban a településnek városi jogokat adományozott a magdeburgi jog alapján, a város neve pedig Florencja („Firenze”) lett a Szent Flórián-templom után. Egyes feltevések szerint a városka komoly versenytársává vált Krakkónak, de valószínűbb, hogy Krakkó természetes gazdasági és demográfiai fejlődésének eredményeként növekedett ő is, azaz Krakkó terjeszkedett túl a falain. A 15. századtól a település korábbi nevét fokozatosan kiszorította a Kleparz (Clepardia) megnevezés, ami egyesek szerint egy kereskedelmi ügylet elnevezéséből (uklepywania), mások szerint a kádárok által készített hordódongák (klepki) nevéből származik. A településnek ekkoriban kb. 1000 lakosa volt.
A város központja (rynek) évszázadokon át piacként működött. A teret övező házak többsége fából készült, melyeket többször is tűzvész pusztított el, pl. 1476-ban, 1528-ban vagy 1755-ben. A városban sokféle kézműves mester élt, legtöbbjük takács, tímár, kovács, nyeregkészítő vagy lódoktor volt. A hetivásárokon rendszerint gabonával, zöldséggel, gyümölccsel és szarvasmarhával kereskedtek, ami nagyban mentesítette az effélétől a krakkói piacot. A kereskedőket vendéglők és fogadók sora várta, egy 1632. évi összeírás szerint pedig 2380 ló számára volt istállóhely a területén.
Mivel Kleparznak nem voltak a krakkóihoz hasonló, jól védhető falai, ezért ellenséges támadáskor különösen nagy veszélynek volt kitéve. Krakkó ostromai ezért általában Kleparz pusztulásával jártak, már csak azért is, mert a védők a biztonságos hadállásokból gyakran rágyújtották a külvárost az innen támadókra. Ez történt a svéd (1655), az osztrák (1657) vagy az orosz (1768) támadáskor, utóbbira a bari konföderáció miatt került sor. A svéd támadás után Kleparz kevés téglaépületét már nem építették újjá, hanem helyettük faépületeket emeltek, és a város veszíteni kezdett korábbi jelentőségéből.
Kleparznak szabad királyi városként nem volt tényleges lehetősége a fejlődésre. Nagymértékben függött Krakkótól, s valójában annak külvárosaként funkcionált. 1792-ben a városi reformokkal és az 1791. május 3-i alkotmány megalkotásával összefüggésben a nagy szejm (Sejm Wielki) Krakkó közigazgatási részévé tette. Végül 1794-ben – még Lengyelország 1795-ben beteljesedő három felosztása előtt – elvesztette a függetlenségét.
A 19. század első felében Kleparz épületei egyszintes, zsindelyes házacskák voltak, ahol a szegények nagy zsúfoltságban éltek. A század második felében a krakkói építési hullám átterjedt ide is, és városrendezési tervek születtek, majd számos új középületet emeltek. Ilyen volt pl. 1879-1880 folyamán a Jan Metejko téren (az egykori Kleparz-piac területén) a Szépművészeti Akadémia főépülete, amit Maciej Moraczewski terve alapján építettek.

## Látnivalók
- Szent Flórián-templom (kościół św. Floriana)
- Jan Matejkó tér (plac Jana Matejki): Grünwaldi csata emlékműve (Pomnik Grunwaldzki w Krakowie),
- Basztowa utca (ulica Basztowa): Krakkói Vajdasági Hivatal (Gmach Urzędu Wojewódzkiego w Krakowie), Lengyel Nemzeti Bank (Gmach Narodowego Banku Polskiego), Krakkói Szépművészeti Akadémia főépülete (Gmach Główny Akademii Sztuk Pięknych w Krakowie)